# Paul Durin
Paul Joseph Durin (ur. 3 stycznia 1890 w Maubeuge, zm. 24 maja 1955 tamże) – francuski gimnastyk, medalista olimpijski.
W 1908 reprezentował barwy Francji na letnich igrzyskach olimpijskich w Londynie, zajmując 5. miejsce w wieloboju drużynowym. Na igrzyskach w Antwerpii (1920) zdobył brązowy medal w wieloboju drużynowym. 